# Ritaemyia approximatonervis
Ritaemyia approximatonervis är en tvåvingeart som beskrevs av Frey 1919. Ritaemyia approximatonervis ingår i släktet Ritaemyia och familjen lövflugor. Inga underarter finns listade i Catalogue of Life.